# Klassisk kinesiska

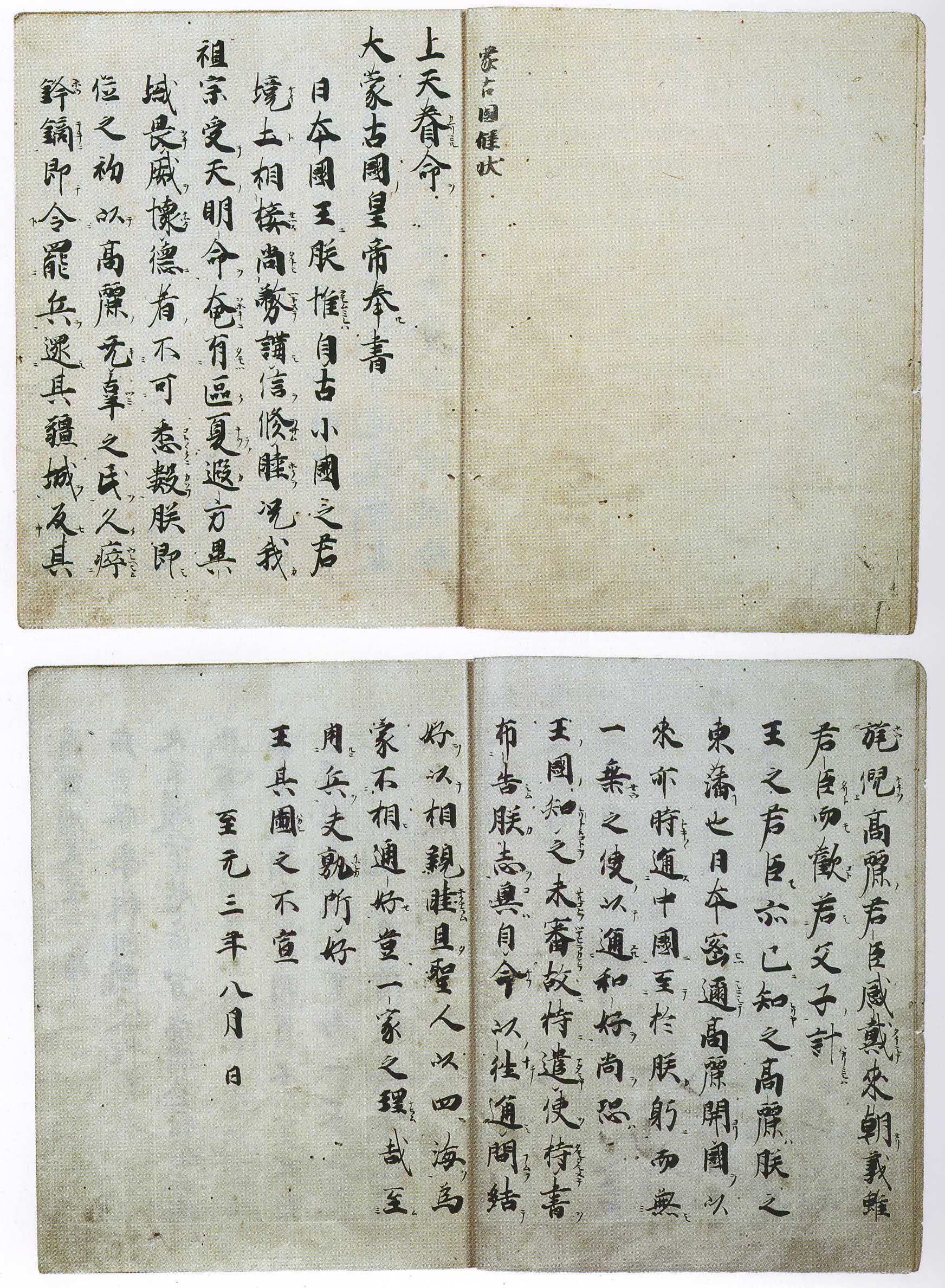
Klassisk kinesiska användes i kontakterna mellan det mongoliska och det japanska hovet. Det här brevet skrevs 1266 på klassisk kinesiska och skickades från Kublai Khan till Japans shogun före den mongoliska invasionen.

Klassisk kinesiska (文言, pinyin: wényán, direkt översatt: "litterärt (skrift)språk") är benämningen på den form av skriven kinesiska som användes som enhetligt skriftspråk i Kina ända fram till tidigt 1900-tal. Användningen begränsades inte till Kina, utan även i länder med helt obesläktade språk som japanska, koreanska och vietnamesiska användes den klassiska kinesiskan som det lärda skriftspråket, analogt med hur latin användes som ett vetenskapligt lingua franca av vetenskapsmän och diplomater i Europa ända in på 1700-talet.
Den klassiska kinesiskan skiljer sig ganska mycket grammatiskt från dagens "mandarin", men det tros att man för cirka 2200 år sedan talade på det sätt som klassisk kinesiska skrivs. Man vet inte exakt när det skrivna och talade språket skildes åt. Klassisk kinesiska är inte heller ett enhetligt utvecklat språk, utan det skiljer sig stilistiskt och grammatiskt genom historien, även mellan två samtida författare.

## Grammatik

### Morfologi
I en vanlig klassificering delas språk in i kategorierna fusionerande, isolerande och agglutinerande. I fusionerande (eller flekterande) språk förekommer flera morfem i samma ord men morfemgränserna är otydliga. Isolerande språk tenderar i stället att endast ha ett morfem per ord. Slutligen i agglutinerande språk kan ord innehålla flera morfem, men morfemgränserna är tydliga och morfemen kan vara både bundna och obundna.
Klassisk kinesiska är ett tydligt exempel på ett isolerande språk. Mycket tidig förklassisk kinesiska var dock fusionerande: grammatiska distinktioner uttrycktes i böjningsformer. Rester av den här morfologin finns bevarade i den klassiska kinesiskans pronominalsystem och som uttalsvarianter av många kinesiska tecken.
I talad mandarin har skridningen fortsatt så att kinesiskan börjat att utvecklas från ett isolerande till ett agglutinerande språk. Diagrammet åskådliggör den här utvecklingen. Det visar också att den klassiska kinesiskan utgör ett paradigmatiskt exempel på ett isolerande språk.

### Pronomen

#### Personliga pronomen
Följande tabell innehåller den klassiska kinesiskans vanligaste personliga pronomen. I likhet med substantiven har personliga pronomen samma form i plural och singular. Det görs heller inte någon uppdelning i genus.
| Första person | 我  | 吾 | 余 | 予 | 朕   | 卬  |
| Första person | wǒ  | wú | yú | yǔ | zhèn | áng |
| Andra person  | 爾  | 汝 | 而 | 女 | 若   |     |
| Andra person  | ěr  | rǔ | ér | rǔ | ruò  |     |
| Tredje person | 之  | 其 |    |    |      |     |
| Tredje person | zhī | qí |    |    |      |     |

#### Demonstrativa pronomen
Det vanligaste och mest neutrala demonstrativa pronomenet är 是 (shì). Det används ofta för att hänvisa till någonting som just har nämnts. Ordet känns igen från dagens mandarin, där det tjänstgör som kopula. Shì fick den senare funktionen genom reanalys, efter att ordet upphört att användas som pronomen, utom tillsammans med nominaliseringspartikeln 所 (sǔo), i talspråket på 500-talet.
| Tecken | Pinyin | Betydelse  |
| ------ | ------ | ---------- |
| 是     | shì    | denna, den |
| 彼     | bǐ     | den där    |
| 此     | cǐ     | den här    |

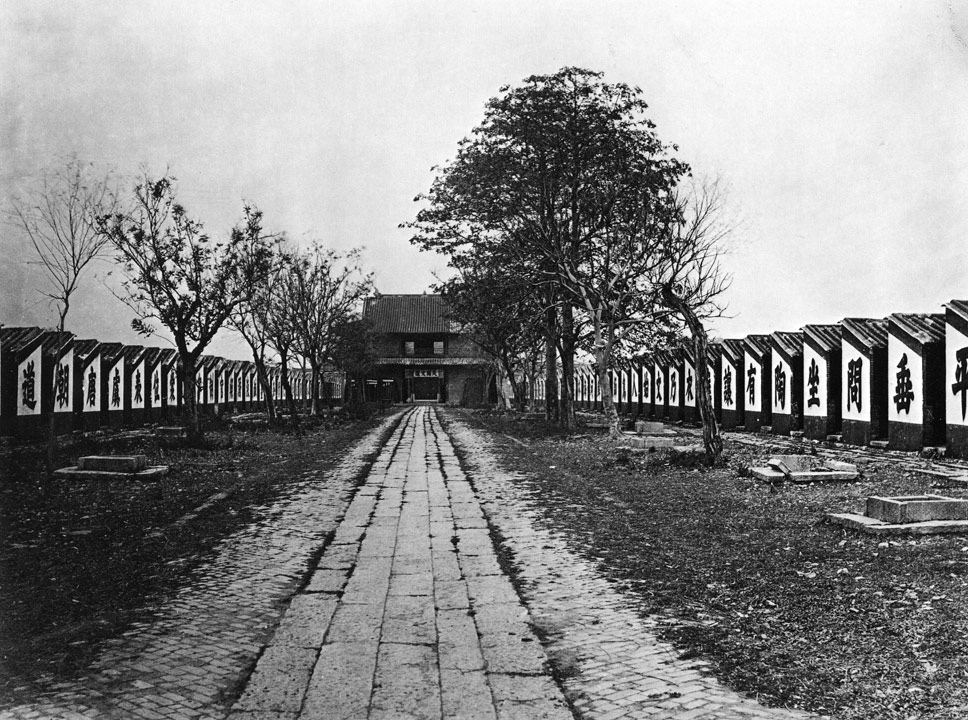
Examensbås i Guangdongprovinsen 1873. I den kejserliga examen granskades under två årtusenden, fram till 1900-talets början, blivande kinesiska ämbetsmäns kunskaper om Konfucius Analekter.

I följande exempel från Analekterna, en av konfucianismens fyra klassiker, beskrivs hur Konfucius uppträdde mot sörjande. Satsen föregås av ett avsnitt, i vilket det berättas hur Konfucius aldrig åt sig mätt när han delade måltid med personer som mist en anhörig. Det demonstrativa pronomenet 是 (shì) syftar tillbaka på den här typen av situationer.
| 1 | 子於是日哭                   | 子於是日哭 | 子於是日哭             | 子於是日哭 | 子於是日哭 |
| 1 | 子                           | 於         | 是                     | 日         | 哭         |
| 1 | zǐ                           | yú         | shì                    | rì         | kū         |
| 1 | mästare                      | på         | demonstrativt pronomen | dag        | gråta      |
| 1 | Sådana dagar grät Konfucius. |            |                        |            |            |

#### Reflexiva pronomen
Följande ord förekommer som reflexiva pronomen. Zì (自) kan endast stå direkt före verb, och betraktas därför också som ett reflexivt pronominaladverb.
| Tecken | Pinyin |
| ------ | ------ |
| 己     | jǐ     |
| 自     | zì     |
| 身     | shēn   |

#### Kasus
Personliga pronomen förekommer i allmänhet inte som subjekt i tredje person. I några fall ersätts de i subjektsposition med ett demonstrativt pronomen, och i andra utelämnas subjektet.
I första person görs ofta en kasusdistinktion, där 吾 (wú) utgör nominativ- och genitivform och 我 (wǒ) objektsform. Följande exempel från det filosofiska verket Mozi illustrerar skillnaden mellan 吾 (wú) och 我 (wǒ). Meningen i exemplet uttalas av Zhuāng Zǐyí (莊子儀), som efter avrättningen skulle komma att återvända för att spöka för sin före detta härskare.
| 2 | 吾君王殺我而不辜                                             | 吾君王殺我而不辜 | 吾君王殺我而不辜 | 吾君王殺我而不辜 | 吾君王殺我而不辜          | 吾君王殺我而不辜 | 吾君王殺我而不辜 | 吾君王殺我而不辜 |
| 2 | 吾                                                           | 君               | 王               | 殺               | 我                        | 而               | 不               | 辜               |
| 2 | wú                                                           | jūn              | wáng             | shā              | wǒ                        | ér               | bù               | gū               |
| 2 | första person genitiv                                        | furste           | kung             | avrätta          | första person objektsform | men              | inte             | skyldig          |
| 2 | Min konung kommer att avrätta mig trots att jag är oskyldig. |                  |                  |                  |                           |                  |                  |                  |

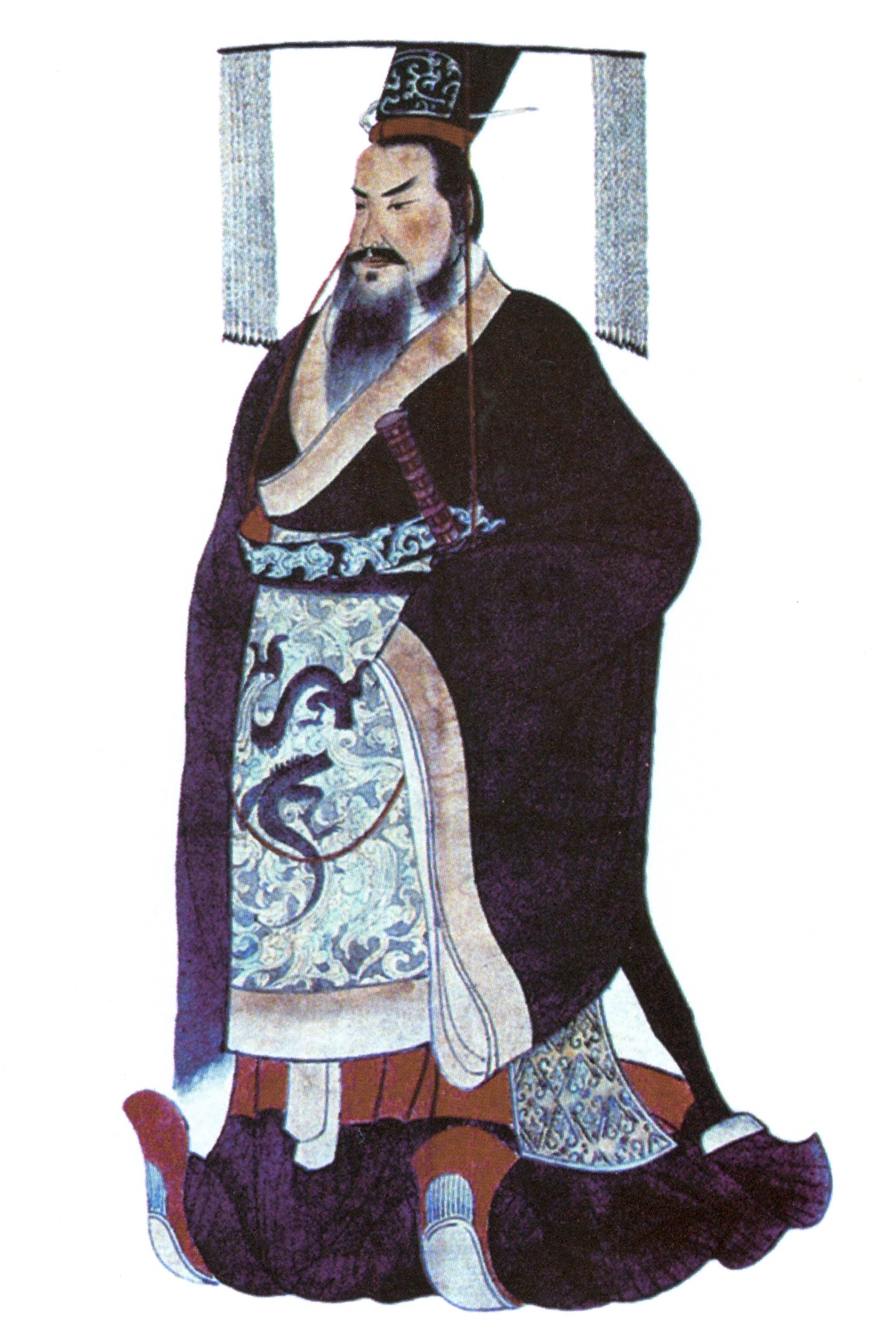
Förste kejsaren av Qin kröntes år 221 före vår tideräkning. Kejsaren började att använda pronomenet 朕 (zhèn) i subjektsposition. Tidigare hade det använts som genitivattribut.

Även pronomenet 朕 (zhèn) omfattades av distinktionen. Före den förste kejsaren av Qin, som härskade på 200-talet f.Kr., användes 朕 (zhèn) som genitivattribut. Därefter förekommer det som en nominativform reserverad för kejsaren.

#### Kvasipronomen
I första och andra person ersätter ofta kvasipronomen personliga pronomen. Bruket av kvasipronomen påminner om hur titlar har använts i nusvenskan i artigt tilltal, såsom i Ska professorskan ha en kopp till? Till exempel kunde en undersåte använda ordet 王 (wáng, 'kung') för att tilltala sin suverän, precis som i dagens svenska: Vad tycker kungen...
De här uttryckssätten exemplifierar kvasipronomen som grammatisk andra person, men kvasipronomen kan också användas i första person. Då påminner de i stället om nusvenskans undertecknad anser att..., bild tagen av författaren et cetera. Följande tabell innehåller några vanliga kvasipronomen från klassisk kinesiska.
| Tecken | Pinyin | Person | Talare      | Lyssnare   | Betydelse   |
| ------ | ------ | ------ | ----------- | ---------- | ----------- |
| 寡人   | guǎrén | första | regent      | undersåte  | föräldralös |
| 臣     | chén   | första | länsherre   | kung       | länsherre   |
| 王     | wáng   | andra  | undersåte   | kung       | kung        |
| 叟     | sǒu    | andra  | yngre       | äldre      | äldre man   |
| 子     | zǐ     | andra  | underordnad | överordnad | herre       |

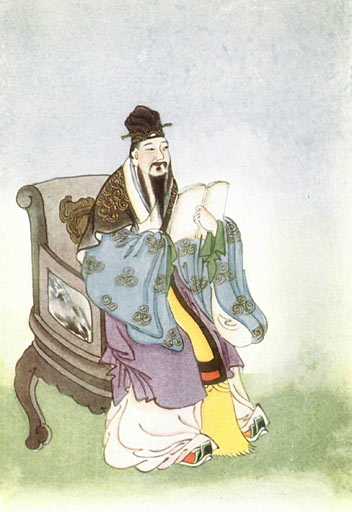
Mencius (372-289 före vår tideräkning) var en av den kinesiska filosofins mest betydande tänkare.

Här är ett exempel på hur kvasipronomen kan användas i andra person. Citatet kommer från den filosofiska klassikern Mencius, som fortfarande memoreras av otaliga kinesiska skolbarn. Det är kung Hùi av Liáng som talar till Mencius, efter att denne just anlänt till kungens hov.
| 3 | 叟不遠千里而來                                   | 叟不遠千里而來 | 叟不遠千里而來 | 叟不遠千里而來 | 叟不遠千里而來       | 叟不遠千里而來 | 叟不遠千里而來 |
| 3 | 叟                                               | 不             | 遠             | 千             | 里                   | 而             | 來             |
| 3 | sǒu                                              | bù             | yǔan           | qīan           | lǐ                   | ér             | lái            |
| 3 | äldre man                                        | inte           | avlägsen       | tusen          | li (cirka 500 meter) | och            | komma          |
| 3 | Du finner inte tusen li lång väg att färdas hit. |                |                |                |                      |                |                |

Under samtalets gång uttrycker kungen missmod över den låga befolkningstillväxten, och i sin replik använder han ett kvasipronomen i första person: 寡人 (guǎrén).
| 4 | 寡人之民不加多           | 寡人之民不加多 | 寡人之民不加多  | 寡人之民不加多 | 寡人之民不加多 | 寡人之民不加多 | 寡人之民不加多 |
| 4 | 寡                       | 人             | 之              | 民             | 不             | 加             | 多             |
| 4 | guǎ                      | rén            | zhī             | mín            | bù             | jīa            | dūo            |
| 4 | ensam                    | människa       | genitivpartikel | folk           | inte           | öka            | många          |
| 4 | Vår folkmängd ökar inte. |                |                 |                |                |                |                |

### Ordföljd

#### Grundordföljd
Klassisk kinesiska är ett SVO-språk. SVO står för subjekt-verb-objekt, och är en schematisk beskrivning av språkets grundordföljd: subjektet står först i satsen följt av predikatet och sedan objektet. Bland dagens språk är SVO den näst vanligaste grundordföljden efter SOV. Svenskan liksom majoriteten av levande europeiska språk är också SVO-språk.
Ytterligare ett exempel från Mencius får illustrera den klassiska kinesiskans grundordföljd. Citatet består av två satser. Det är Mencius som talar till Sòng Gōujiàn (宋句踐). Med resa avser han de färder till olika hov som tidens lärde företog för att söka anställning eller i syfte att påverka de styrandes politiska ställningstaganden. Den första satsen är en fråga och består av subjekt, predikat och direkt objekt. Den andra satsen innehåller samma satsdelar, men också ett indirekt objekt placerat före det direkta objektet.
| 5 | 子好遊乎吾語子遊                                           | 子好遊乎吾語子遊  | 子好遊乎吾語子遊 | 子好遊乎吾語子遊 | 子好遊乎吾語子遊        | 子好遊乎吾語子遊 | 子好遊乎吾語子遊 | 子好遊乎吾語子遊 |
| 5 | 子                                                         | 好                | 遊               | 乎               | 吾                      | 語               | 子               | 遊               |
| 5 | zǐ                                                         | hào               | yóu              | hū               | wú                      | yù               | zǐ               | yóu              |
| 5 | herre                                                      | vara trakterad av | resa             | frågepartikel    | pronomen, första person | diskutera        | herre            | resa             |
| 5 | Tycker du om att resa? Jag skall tala med dig om att resa. |                   |                  |                  |                         |                  |                  |                  |

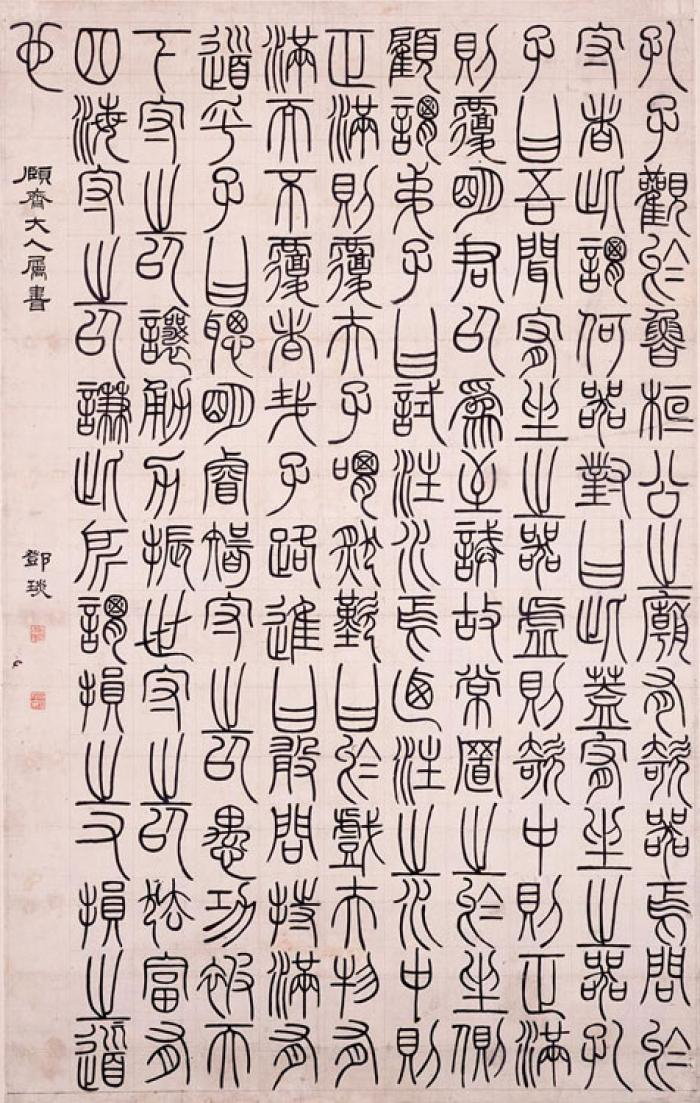
Ett avsnitt (宥坐, Yòu zùo) ur klassikern Xunzi skrivet i insegelskrift (篆書) på 1700-talet av kalligrafen Dèng Shírú (鄧石如).

SVO-språk är en undergrupp av VO-språken (VO-kategorin omfattar SVO- och VSO-språk),  och klassisk kinesiska företer de flesta för VO-språk typiska dragen. Det enda undantaget är nominalfraser: i klassisk kinesiska (liksom i dagens mandarin) kommer adjektiv, genitivattribut och attributiva bisater före huvudordet. ”Perfekta” VO-språk, som till exempel franskan, har den motsatta följden i nominalfraser. Följande exempel från Mencius vedersakare, Xunzi (荀子), innehåller ett genitivattribut – 人之 (rénzhī, 'människans') – som placerats före sitt huvudord, 性 (xìng, 'väsen').
| 6 | 人之性惡                 | 人之性惡        | 人之性惡 | 人之性惡 |
| 6 | 人                       | 之              | 性       | 惡       |
| 6 | rén                      | zhī             | xìng     | è        |
| 6 | människa                 | genitivpartikel | väsen    | ond      |
| 6 | Människans natur är ond. |                 |          |          |

Klassisk kinesiska uppvisar däremot följande typiska VO-drag:
- Hjälpverb föregår huvudverb.
- Prepositioner föredras före postpositioner.
- Kasusmarkeringar saknas (även om det finns vissa undantag i pronominalsystemet: jämför skillnaden mellan 吾 (wú) och 我 (wǒ) ovan).

## Ortografi
Klassisk kinesiska skrivs företrädesvis uppifrån och ned från höger till vänster. I moderna utgåvor av klassiska verk är det också vanligt att texten återges på samma sätt som modern latinsk skrift, alltså från vänster till höger.
Texter skrivna på klassisk kinesiska saknar i sitt ursprungliga utförande skiljetecken, och läsaren är tvungen att tänka sig till var en mening tar slut. Härledningen av en interpunktion underlättas av att statser ofta avslutas med partiklar (satspartiklar), som bland annat uttrycker aspekt och tempus eller tjänar som samtalsmarkörer. Exempel 5 ovan illustrerar bruket av satspartiklar. Exemplet består av två satser, där den första avslutas med en frågepartikel, hū (乎). Följande tabell beskriver några funktioner för de vanligaste satspartiklarna. 
| Tecken | Pinyin | Funktion                      |
| ------ | ------ | ----------------------------- |
| 也     | yě     | pågående aspekt               |
| 矣     | yǐ     | avslutad aspekt               |
| 而已   | éryǐ   | bara, endast                  |
| 耳     | ér     | sammanslagning av éryǐ (而已) |
| 哉     | zāi    | utrop                         |
| 乎     | hū     | fråga                         |